# Ряска
Ря́ска (лат. Lémna) — род цветковых однодольных растений семейства Ароидные (Araceae) (согласно классификации APG II и APG III). Ранее этот род вместе с несколькими другими выделялся в особое близкое к ароидным семейство Рясковые (Lemnaceae), теперь этот таксон в ранге подсемейства Рясковые (Lemnoideae) включён в семейство Ароидные.

## Биологическое описание
Представители рода — крохотные водные многолетние растеньица, плавающие обыкновенно в большом количестве на поверхности стоячих вод. Лишь один вид, ряску тропическую, считают однолетним растением.
Среди цветковых растений ряски наиболее редуцированы: у них нет расчленения на стебель и лист, и всё тело их представлено зелёной пластинкой, которую иногда называют листецом, несущей снизу один корень, а по бокам сзади боковые такие же пластинчатые побеги, сидящие в особых углублениях, так называемых кармашках. Побеги разрастаются, обособляются, и таким образом происходит размножение ряски.
Пластинки с одной — пятью (семью) жилками и с одним или несколькими слоями воздушных полостей, позволяющих растениям держаться на воде, содержат рафидные клетки, но недостаточно большое количество пигментных клеток.
Цветут они крайне редко. Цветки мелкие, невзрачные, однополые, появляются в кармашке. Они собраны в мелкие соцветия, состоящие из двух мужских цветков, низведённых до двух тычинок, и одного женского цветка, представленного лишь пестиком. Соцветие снабжено небольшим листовым придатком, напоминающим крыло у початкоцветных. Завязь одногнёздная, с двумя — семью амфитропными, атропными или анатропными семяпочками.
Плод — мешочек, снабжённый крыловидными выростами и килем, позволяющими ему удерживаться на воде. Семя 0,4—0,9 мм длиной, с 8—60 продольными рёбрами, имеет толстую кожуру и небольшой белок, чаще всего остаётся внутри плода при созревании, при прорастании оно вскрывается крышечкой.

## Распространение
Представители рода встречаются во всех странах мира, как в умеренных, так и с тропическим климатом, но только в пресной воде.

## Практическое использование
Ряска идёт в пищу свиньям, курам, гусям и уткам («утиная трава»), черепахам.

## Таксономия
Lemna L., 1753, Sp. Pl. 2: 970.

### Синонимы
- Lenticularia Ség., Pl. Veron. 3: 129 (1754).
- Lenticula P.Micheli ex Adans., Fam. Pl. 2: 471 (1763).
- Hydrophace Hallier, Hist. Stirp. Helv. 3: 68 (1768).
- Telmatophace Schleid., Linnaea 13: 391 (1839).
- Staurogeton Rchb., Deut. Bot. Herb.-Buch: 33 (1841).
- Thelmatophace Godr., Fl. Lorraine 3: 18 (1844).
- Lenticularia P.Micheli ex Montandon, Guide Bot. Sundgau: 308 (1868).

### Виды
В роду 14 видов:
- Lemna aequinoctialis Welw. — Ряска тропическая, или Ряска равноденственная
- Lemna disperma Hegelm. — Ряска двусемянная
- Lemna gibba L. — Ряска горбатая
- Lemna japonica Landolt — Ряска японская
- Lemna minor L. — Ряска малая
- Lemna minuta Kunth — Ряска мелковатая
- Lemna obscura (Austin) Daubs
- Lemna perpusilla Torr. — Ряска крошечная
- Lemna tenera Kurz
- Lemna trisulca L. — Ряска трёхдольная, или Ряска тройчатая
- Lemna turionifera Landolt — Ряска туринообразующая
- Lemna valdesiana S.Watson
- Lemna valdiviana Phil.
- Lemna yungensis Landolt